# Stato Indipendente di Croazia
Lo Stato Indipendente di Croazia (in croato: Nezavisna Država Hrvatska, abbreviato in NDH) era uno Stato fantoccio di Italia e Germania che comprendeva la maggior parte dell'odierna Croazia e tutta l'attuale Bosnia ed Erzegovina durante la seconda guerra mondiale.
Venne istituito il 10 aprile 1941 su parti del territorio che già erano parte della Jugoslavia, dopo l'occupazione militare delle forze congiunte italo-tedesche. Lo Stato, alleato delle Potenze dell'Asse, fu ufficialmente una monarchia e un protettorato italiano dalla firma del Trattato di Roma del 18 maggio 1941 fino alla capitolazione italiana l'8 settembre 1943. Proposto come re da Vittorio Emanuele III, il principe Aimone di Savoia-Aosta inizialmente rifiutò di assumere la corona per protestare contro l'annessione all'Italia della Dalmazia a maggioranza croata. Tuttavia egli accettò in seguito il trono sotto pressione di Vittorio Emanuele III e venne incoronato re col nome di Tomislao II, ma rifiutò di lasciare l'Italia e non mise mai piede in Croazia. Il governo dello Stato fu posto sotto il controllo del gruppo nazionalista di estrema destra denominato Ustascia (Ustaše) e del suo Poglavnik, Ante Pavelić.
Per i suoi primi due anni di esistenza, fino al 1943, lo Stato fu un condominio territoriale di Germania e Italia: Berlino e Roma occuparono integralmente il territorio croato, stabilendo due zone d'occupazione, e l'Italia annesse direttamente al proprio territorio metropolitano la Dalmazia centrale come parte dell'agenda irredentista del Mare Nostrum italiano. Nel 1942 la Germania offrì all'Italia la possibilità di prendere il controllo militare di tutta la Croazia, per convogliare le truppe tedesche dalla Croazia al fronte orientale; tuttavia l'Italia rifiutò l'offerta, ritenendo di non poter gestire da sola l'instabile situazione dei Balcani. Dopo l'arresto di Mussolini e l'armistizio italiano con gli Alleati, il 10 settembre 1943 lo NDH dichiarò nullo il Trattato di Roma del 18 maggio 1941 con il Regno d'Italia ed annetté la porzione della Dalmazia che l'Italia aveva strappato alla Jugoslavia nel 1941. La Croazia tentò di annettere anche Zara, italiana sin dal 1919 ma rivendicata dall'irredentismo croato, ma la Germania non lo permise.
Lo Stato Indipendente di Croazia cessò di esistere alla fine della Seconda guerra mondiale nel maggio del 1945, quando le forze dell'Asse e croate vennero sconfitte e la Croazia e la Bosnia ed Erzegovina divennero, come Repubblica Popolare di Croazia e Repubblica Popolare di Bosnia ed Erzegovina, parte della Repubblica Federativa Popolare di Jugoslavia.

## Geografia

### Delimitazione dei confini
I confini esatti dello Stato Indipendente di Croazia non erano stabiliti al momento della sua costituzione. Circa un mese dopo la nascita dello Stato, aree significative di territorio popolate da croati vennero cedute ai suoi alleati dell'Asse, il Regno d'Ungheria e il Regno d'Italia.
- Il 13 maggio 1941, il governo del NDH firmò un trattato con la Germania nazista sulla definizione dei confini.[12]
- Il 18-19 maggio 1941 furono firmati i Trattati di Roma tra NDH e Italia. Vaste zone della Croazia furono occupate o direttamente annesse all'Italia, inclusa la maggior parte della Dalmazia (con le città di Spalato e Sebenico) con quasi tutte le isole adriatiche (incluse Arbe, Veglia, Lissa, Curzola, Meleda) e la zona della Bocche di Cattaro (che assieme a Zara, già italiana, andarono a costituire il Governatorato della Dalmazia), oltre a piccole parti del litorale croato e dell'area del Gorski Kotar.
- Il 7 giugno il governo dello Stato Indipendente di Croazia emanò un decreto che demarcò il confine orientale con la Serbia.[12]
- Il 27 ottobre NDH e Italia raggiunsero un accordo sui confini tra Stato Indipendente di Croazia e Montenegro.
- Il 10 settembre 1943, dopo la capitolazione dell'Italia, l'NDH dichiarò nulli i Trattati di Roma del 1941 e del 1924 ed il Trattato di Rapallo del 1920.[13] Il ministro degli Esteri tedesco Joachim von Ribbentrop permise allo Stato Indipendente di Croazia di riprendersi i territori dalmati ceduti all'Italia con i Trattati di Roma.[13] Da questo momento in poi i partigiani jugoslavi presero il controllo di quasi tutto il territorio dalmata, dal momento che la sua cessione lo aveva reso ancora più fortemente anti-NDH (è provato che oltre un terzo della popolazione totale di Spalato si era unita ai partigiani).[14] Entro l'11 settembre 1943, il ministro degli Esteri dell'NDH Mladen Lorković fu informato dal console Siegfried Kasche che la Croazia avrebbe dovuto aspettare per l'Istria. Il governo centrale tedesco aveva infatti già annesso l'Istria e Fiume all'interno della Zona d'operazioni del Litorale adriatico il giorno prima.[13] Zara fu occupata unicamente dai tedeschi, anche se l'amministrazione civile rimase formalmente assegnata alla Repubblica Sociale Italiana.

Međimurje e la Baranja meridionale vennero annesse (occupate) dal Regno d'Ungheria. L'NDH continuò a rivendicare entrambi i territori, chiamando la regione di Osijek come Grande Parrocchia Baranja, nonostante nessun territorio di quella regione fosse sotto il suo controllo. Questi confini non vennero mai ufficialmente stabiliti e l'Ungheria considerò come confine tra le due nazioni il fiume Drava.
Rispetto ai confini repubblicani stabiliti dalla Repubblica Socialista Federale di Jugoslavia dopo la guerra, lo Stato Indipendente di Croazia comprendeva l'intera Bosnia ed Erzegovina, con la sua maggioranza di serbi e bosniaci non-croati, oltre a 20 km² di Slovenia (villaggi di Slovenska vas, Nova vas pri Mokricah, Jesenice na Dolenjskem, Obrežje e Čedem) e l'intera Sirmia (parte della quale era già compresa nel Banato del Danubio).

## Geografia antropica

### Suddivisioni amministrative
Lo Stato Indipendente di Croazia aveva tre livelli di divisioni amministrative: grandi contee o grandi parrocchie (sg. velika župa), distretti (sg. kotar) e municipalità (sg. općina). Nel momento dell'istituzione, lo Stato aveva 22 grandi parrocchie, 142 distretti e 1.006 municipalità. Il livello di amministrazione più alto erano le grandi parrocchie (pl. velike župe), ognuna delle quali amministrata da un "prefetto supremo" (veliki župan).
| 1 | Baranja            |
| 2 | Bilogora           |
| 3 | Bribir and Sidraga |
| 4 | Cetina             |
| 5 | Dubrava            |
| 6 | Gora               |
| 7 | Hum                |
| 8 | Krbava – Psat      |

| 9  | Lašva and Glaž    |
| 10 | Lika and Gacka    |
| 11 | Livac and Zapolje |
| 12 | Modruš            |
| 13 | Pliva and Rama    |
| 14 | Pokupje           |
| 15 | Posavje           |

| 16 | Prigorje             |
| 17 | Sana and Luka        |
| 18 | Usora and Soli       |
| 19 | Vinodol and Podgorje |
| 20 | Vrhbosna             |
| 21 | Vuka                 |
| 22 | Zagorje              |

|  |  |

## Storia

### Proclamazione dello Stato indipendente di Croazia

Il simbolo degli ustascia

Coccarda dell'aviazione croata durante la seconda guerra mondiale

In seguito all'intervento dell'Asse nel Regno di Jugoslavia, nel 1941, e la rapida sconfitta dell'esercito jugoslavo (Jugoslovenska vojska), l'intero paese fu militarmente occupato dalle forze dell'Asse. I governi tedesco e italiano misero al governo il partito di estrema destra Ustascia, formando lo Stato Indipendente di Croazia.
L'istituzione dell'NDH fu proclamata il 10 aprile 1941 da Slavko Kvaternik, deputato leader degli Ustascia. Il detentore del potere esecutivo era Ante Pavelić. Sulla carta, lo Stato Indipendente di Croazia era una monarchia, ma il re, Aimone di Savoia-Aosta (futuro quarto duca d'Aosta e fratello del viceré d'Etiopia Amedeo), che assunse il nome di Tomislavo II (come Tomislav, primo re croato nel 925), non aveva potere effettivo e non mise mai piede sul territorio dell'NDH. Non avendo nessuna esperienza politica e non essendo a conoscenza dei piani esatti del governo italiano, Aimone-Tomislao rifiutò di partire per la Croazia; lo scrisse chiaramente in una lettera a Vittorio Emanuele e in un'altra indirizzata a Mussolini, nella quale asserì che la risoluzione territoriale dalmata, «terra che non si sarebbe mai potuta italianizzare», era un ostacolo a qualsiasi riconciliazione con i croati: Aimone non accettò di diventare re di una nazione amputata dall'Italia e passò alla storia come il «re che non fu mai».
Il nome del nuovo Stato era un riferimento ovvio al desiderio di indipendenza croato, che era stato perseguito senza successo dal 1102. Vladko Maček, il capo del Partito Rurale Croato-Partito Croato dei Contadini, il più forte partito croato del momento, rifiutò l'offerta dei tedeschi di essere il leader del governo, ma chiese alla gente di obbedire e cooperare con il nuovo governo il giorno stesso della proclamazione di Kvaternik. Ante Pavelić arrivò a Zagabria nelle prime ore del mattino del 15 aprile, alla testa di poche centinaia di seguaci vestiti con divise italiane per diventare il poglavnik (l'equivalente croato di duce).
Secondo Vladko Maček, l'istituzione dello Stato fu attuata con l'approvazione della classe borghese che non aveva più fiducia nel Regno di Jugoslavia, ma i contadini guardarono il nuovo Stato con sospetto. La concessione di una banovina (provincia) autonoma era troppo recente (1939) per eliminare l'attrito che aveva segnato gli ultimi venti anni sotto il regime militarista dei re serbi.
Lo Stato includeva la maggior parte della Croazia odierna, ma parte della Dalmazia, l'Istria e la Venezia Giulia facevano parte dell'Italia; Međimurje e la Baranja meridionale facevano parte dell'Ungheria. Inoltre includeva tutta la moderna Bosnia ed Erzegovina. All'incirca includeva tutta l'area dell'ex Impero austro-ungarico in cui si parlasse croato o serbo, per una superficie di circa 102.000 km²
Secondo le stime tedesche, nel nuovo Stato vivevano:
- 3.300.000 croati (cattolici)
- 1.925.000 serbi
- 700.000 musulmani bosniaci
- 150.000 tedeschi
- 75.000 ungheresi
- 40.000 ebrei
- 30.000 sloveni
- 65.000 tra cechi e slovacchi
- 15.000 altri (soprattutto ruteni e rom)

### Le zone d'occupazione

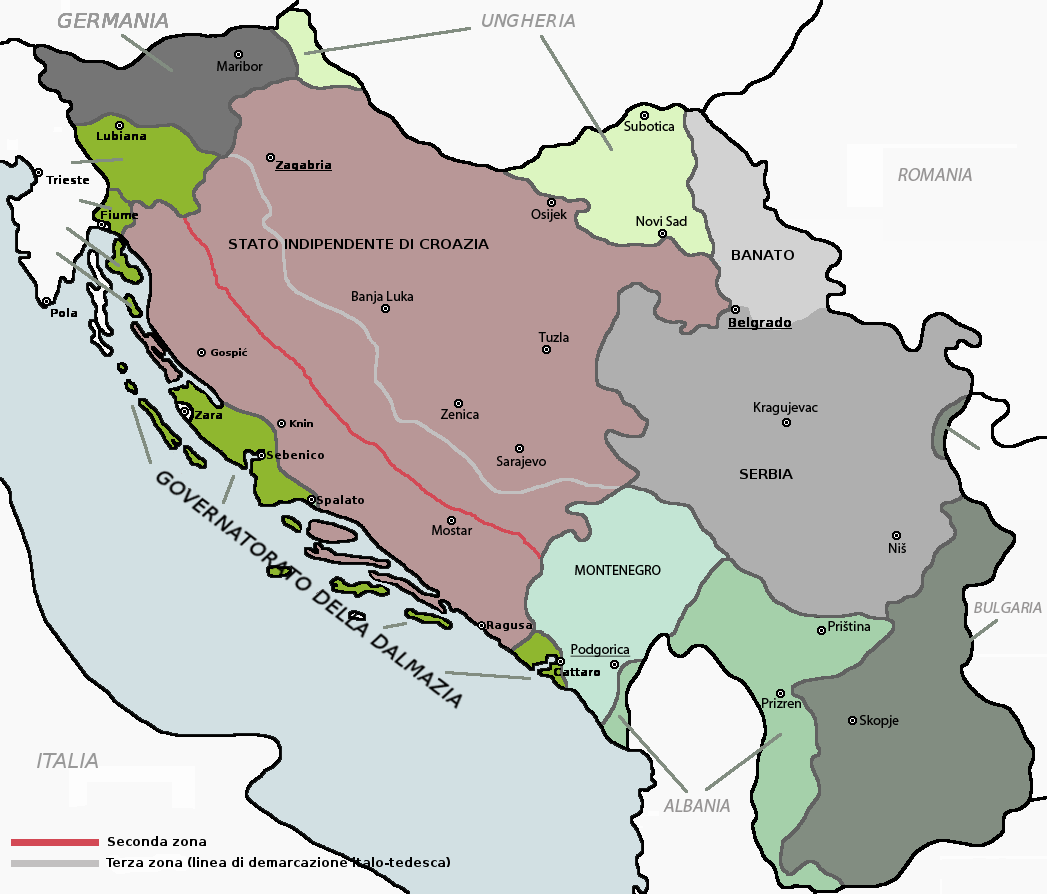
La divisione dei territori jugoslavi tra il 1941 e il 1943. All'interno dello stato croato, la linea rossa delimita la "seconda zona" e la linea grigia delimita la "terza zona", rappresentando la linea di demarcazione tra italiani e tedeschi.

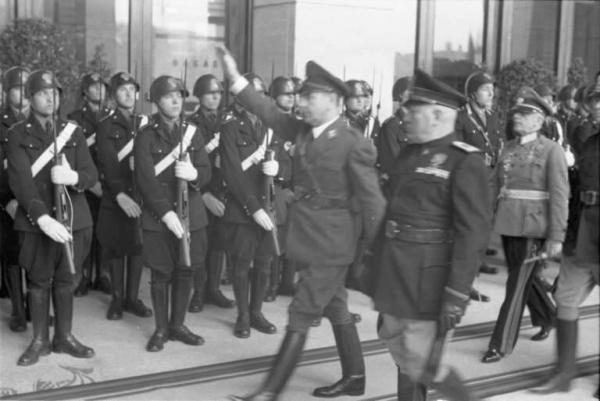
Ante Pavelić a Roma con Benito Mussolini per la firma del patto omonimo, fotografia di Federico Patellani, 1941

Nell'estate del 1941, gli Ustascia, responsabili di efferati crimini contro le popolazioni civili, si dimostrarono, nonostante la barbarie e la violenza delle repressioni, incapaci di mantenere l'ordine. Onde evitare che la situazione degenerasse, la Germania e l'Italia decisero di occupare integralmente il territorio croato, stabilendo due zone d'occupazione e una linea di demarcazione che seguiva l'asse nord-sud: Samobor-Sarajevo-Ustiprača. Le autorità italiane protestarono per il termine «linea di demarcazione» perché lasciava presupporre una divisione in due «zone di influenza» della Croazia; ribadirono ripetutamente che si trattava di un termine convenzionale, «adottato puramente e semplicemente ai fini militari contingenti», altrimenti sarebbe «caduto ogni fondamento di quella realtà [...] acquisita per gli accordi col Reich: Croazia "spazio vitale" dell'Italia».
Il territorio dello Stato Indipendente di Croazia venne così occupato dai tedeschi e dagli italiani:
- la metà nord-orientale del territorio dell'NDH era sotto la cosiddetta zona d'influenza tedesca, con la presenza della Wehrmacht;
- la metà sud-occidentale era controllata dal Regio Esercito.

Il 26 agosto 1941, italiani e croati stabilirono le rispettive competenze nella zona d'occupazione del Regio Esercito. Il 7 settembre nacquero la seconda zona, dove i poteri del Regio Esercito furono assai estesi, e la terza zona. La seconda zona fu delimitata a nord dal fiume Kupa tra Osilnica (esclusa) e Zdikovo (inclusa); a ovest da Osilnica alla penisola di Sabbioncello, comprese tutte le isole; a sud da Gruda a Triglav; a est da Triglav a Zdikovo, lungo la linea che andava da Bjolasca a Tounj. La terza zona, dove i poteri civili restarono in mano ai croati, comprese quella parte di territorio che si estendeva fra i confini della seconda zona e la linea di demarcazione italo-tedesca.
Alla fine del 1941, l'addetto militare tedesco a Roma, generale Enno von Rintelen, propose a Mussolini l'occupazione totale della Croazia. L'offerta tedesca nacque dalla consapevolezza di aver raggiunto in Croazia posizioni di controllo politico ed economico assolutamente inattaccabili e dalla necessità di sostenere le truppe della Wehrmacht in Serbia, rafforzandole con quelle presenti nel nuovo Stato croato.

Nella riunione del 18 dicembre 1941 con il duce, Galeazzo Ciano, Raffaele Casertano e i generali Mario Roatta (Stato maggiore del Regio Esercito), Giovanni Magli (Comando supremo) e Vittorio Ambrosio (comandante della II Armata, denominata Supersloda) discussero la proposta dell'alleato. Quest'ultimo spiegò che l'occupazione della terza zona era il «presupposto all'occupazione di tutta la Bosnia», mentre le posizioni nella seconda zona dovevano essere consolidate mediante un proficuo lavoro di penetrazione politica, giacché la zona delimitata dalle Alpi dinariche costituiva, dal punto di vista militare e da quello economico, il completamento naturale della Dalmazia italiana. Egli riconobbe che ogni sforzo sarebbe stato vanificato se non fosse stata chiarita la posizione tedesca. Dal colloquio emersero due soluzioni alternative:
- il ritiro delle truppe del Regio Esercito all'interno della seconda zona (litorale croato ed Erzegovina), con l'intenzione (segreta) di una futura annessione, lasciando ai croati l'amministrazione della terza zona, nella speranza che la fiducia loro accordata avrebbe fatto rientrare Zagabria nell'orbita italiana;
- l'occupazione integrale della terza zona, il superamento della linea di demarcazione e l'occupazione della Bosnia orientale con l'invio di truppe sufficienti a «sormontare l'ostacolo rappresentato dalla penetrazione economica germanica».[28]

L'occupazione italiana della Bosnia orientale non fu mai realizzata perché il generale Edmund Glaise von Horstenau, plenipotenziario presso la legazione tedesca di Zagabria, avvertì i croati dell'esistenza di un «piano italiano» d'occupazione totale della Croazia, omettendo di precisare che dietro la proposta di Roma vi era stata un'espressa richiesta tedesca. Il 2 gennaio 1942, il generale Ambrosio propose il ritiro delle truppe d'occupazione nella seconda zona e l'eliminazione progressiva di ogni influenza croata. Pietromarchi condivise l'idea che l'occupazione della terza zona non potesse essere considerata fine a se stessa, poiché avrebbe costituito uno spreco di sangue, di denaro, di energie e di prestigio assolutamente inutile e sproporzionato agli sforzi. Mussolini ordinò ad Ambrosio di «eliminare l'influenza croata dalla seconda zona e dare la sensazione che l'Italia non deve andare più via. Evitare che i presidi croati si rafforzino e ottenere l'allontanamento definitivo degli ustascia.»

### Gli ustascia e le leggi razziali
Lo Stato avrebbe in seguito istituito un proprio esercito, diviso i due gruppi:
- gli Ustascia propriamente detti, che costituivano l'élite;
- i Domobrani, che erano il corpo regolare più grande.

L'esercito era forte di circa 110.000 effettivi alla fine del 1942 e di circa 130.000 nel 1943. D'altra parte, l'NDH non aveva una flotta navale, secondo i termini dell'Accordo di Roma con l'Italia, e la flotta aerea era limitata a circa trenta piccoli aerei commerciali. Inoltre regolari croati e volontari formarono la Hrvatska legija ("Legione croata"), i cui reparti vennero aggregati alla Wehrmacht (come Verstärktes (kroatisches) Infanterie-Regiment 369) ed al Regio Esercito italiano (come Legione croata autotrasportabile).
Buona parte della popolazione dello Stato Indipendente di Croazia non era croata, soprattutto a causa dell'inclusione della Bosnia. Era presente una consistente parte di popolazione serba (circa il 19% della popolazione della Croazia del tempo, più del 30% della popolazione dell'NDH), bosgnacchi, tedeschi, ungheresi ed altri. I cattolici, (soprattutto croati, tedeschi ed ungheresi) costituivano più del 50% dei 6,3 milioni di persone. I bosgnacchi, la cui maggioranza è di fede musulmana, erano però considerati croati a tutti gli effetti: Pavelić li definiva infatti "il fior fiore della nazione croata".
     Aree occupate dall'Italia: l'area costituente la provincia di Lubiana, l'area accorpata alla provincia di Fiume e le aree costituenti il Governatorato di Dalmazia
     Stato Indipendente di Croazia
     Area occupate dalla Germania nazista
     Aree occupate dal Regno d'Ungheria

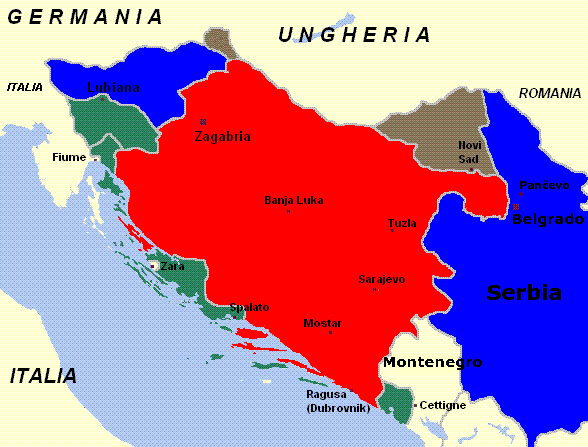
Divisione della Jugoslavia dopo la sua invasione da parte delle Potenze dell'Asse
Aree occupate dall'Italia: l'area costituente la provincia di Lubiana, l'area accorpata alla provincia di Fiume e le aree costituenti il Governatorato di Dalmazia
Stato Indipendente di Croazia
Area occupate dalla Germania nazista
Aree occupate dal Regno d'Ungheria

Il regime subito promulgò una serie di leggi razziali che riflettevano l'accettazione dell'ideologia della Germania nazista, con enfasi sulle questioni nazionali croate. Il giudizio più illuminante riguardo a questa serie di leggi antisemite è stato dato da Raul Hilberg nella sua opera in tre volumi The Destruction of the European Jews (La distruzione degli ebrei d'Europa). Secondo Hilberg, la Croazia, come la Repubblica Slovacca, era uno Stato fantoccio della Germania e "una creazione tedesca fatta a tempo di record", che nelle loro politiche razziali rispettò e persino "migliorò" la definizione della Germania nazista.
Il governo croato, e soprattutto le milizie, intesero però molto spesso l'antisemitismo e il razzismo su basi religiose più che razziali, oppure mescolando elementi religiosi e razziali. Inoltre furono effettuati numerosi massacri di cittadini ortodossi, che però potevano salvarsi in caso di conversione alla religione cattolica (sovente gli Ustascia erano accompagnati da sacerdoti o frati).
La prima "Ordinanza legale per la difesa del popolo e dello stato", datata 17 aprile 1941, prescriveva la pena di morte per l'"infrangimento dell'onore e degli interessi vitali del popolo croato e la sopravvivenza dello Stato Indipendente di Croazia". Fu presto seguita dalla "Ordinanza legale delle razze" e dalla "Ordinanza legale per la protezione del sangue ariano e l'onore del popolo croato", datate 30 aprile 1941, così come l'"Ordinanza per la creazione e la definizione del comitato razziale-politico", datata 4 giugno 1941.

### La questione ebraica
Durante la seconda guerra mondiale, il piano di sterminio nazista portò all'uccisione di 6 milioni di ebrei, senza distinzioni di sesso né di età. Pavelić e il movimento ustascia parteciparono attivamente allo sterminio del popolo ebraico e già nel 1941 il ministro croato degli affari interni Andrija Artukovic affermò sulla Deutsche Zeitung in Kroatien (il giornale tedesco in Croazia) che il governo della NDH in breve tempo risolverà la questione ebrea nello stesso modo come l'ha risolta il governo tedesco.
Fu proibita agli ebrei la partecipazione alle proprie professioni di sempre, alle organizzazioni e alle istituzioni sociali e culturali croate, particolarmente alla letteratura, giornali, arti figurative e musicali, teatri e film.

### I campi di concentramento e le vicende belliche
Le normali prigioni non riuscivano a sostenere l'arrivo continuo dei nuovi prigionieri e il governo ustascia cominciò a preparare le basi di quello che sarebbe diventato il campo di concentramento di Jasenovac dal luglio 1941. Il regime avrebbe poi allestito un totale di otto campi di concentramento.
Gli Ustascia cominciarono a condurre una deliberata campagna di massacri, deportazioni e conversioni religiose forzate nel tentativo di rimuovere gli indesiderati: serbi, ebrei, zingari, dissidenti croati ed altri. Le atrocità contro i non-croati cominciarono il 27 aprile 1941, quando una nuova unità dell'esercito ustascia massacrò la comunità serba di Gudovac, vicino a Bjelovar.
Le precedenti formazioni politiche e religiose, come il Partito Agricolo e la Chiesa cattolica, vennero coinvolte. Chi si opponeva era arrestato.
Il Partito Rurale Croato-Partito Croato dei Contadini venne bandito l'11 luglio 1941 in un tentativo degli Ustascia di assumerne il ruolo di rappresentanza dei contadini croati. Vladko Maček venne mandato al campo di concentramento di Jasenovac, ma in seguito rilasciato a causa della sua popolarità. A Maček venne di nuovo chiesto in seguito dagli stranieri di riformare un partito di opposizione al governo Pavelić, ma rifiutò.
La Chiesa cattolica negò in molti casi la partecipazione alle conversioni religiose forzate, anche se numerosi preti e frati (in particolar modo francescani) si unirono alle file ustascia.
Il movimento antifascista emerse molto presto nel 1941 sotto il comando del partito comunista, guidato da Josip Broz Tito, come in altre parti della Jugoslavia. I partigiani croati (partizani) cominciarono quella che sarebbe stata riconosciuta come la Guerra di Liberazione Jugoslava il 22 giugno 1941, quando la loro prima unità armata venne formata a Brezovica, vicino a Sisak. I partigiani ingaggiarono un combattimento per la prima volta il 27 giugno nella Lika.
Il primo appoggio massiccio da parte croata pervenne a Tito dai croati di Dalmazia, allora parte del Regno d'Italia.
Mentre le forze tedesche si sforzavano di agire come intermediario nella sanguinosa guerra serbo-croata, le forze italiane si astennero da ogni intermediazione e finirono involontariamente per fomentare il conflitto. Ufficialmente alleata di Pavelić e del suo Stato Croato, nella pratica l'Italia fascista armava ed appoggiava anche l'azione dei četnici allo scopo di contrastare l'azione dei croati più ostili all'Italia. Su questa base i četnici potevano impunemente massacrare i croati nella zona d'occupazione italiana e viceversa facevano i croati.
Gli arresti in massa dei croati anti-italiani da parte della polizia mussoliniana, ed il loro trasferimento nei campi di concentramento e nelle prigioni italiane, facilitarono ulteriormente l'azione dei četnici.
Pavelić e i tedeschi, condizionati dall'esistenza delle diverse zone d'occupazione, non potevano efficacemente difendere i croati della Dalmazia (e neanche fermare le rappresaglie croate contro i četnici in Dalmazia e specialmente nel Montenegro).
In tale disperata situazione, a molti dei croati della Dalmazia non rimase altro che unirsi ai partigiani. Fu questo un secondo appoggio massiccio e prezioso per il movimento di Tito.
Nell'inverno 1942-43, dopo le sconfitte tedesche in Africa e a Stalingrado, Tito ottenne un terzo notevole appoggio: la maggioranza dei musulmani bosniaci (i bosgnacchi) passò dagli ustascia ai partigiani. Vedendo che i tedeschi, e con loro gli ustascia, andavano incontro alla sconfitta, ai musulmani non rimaneva che tentare un accordo con i partigiani.
Questi ultimi posero una sola condizione: abbandonare la nazionalità croata ed accettare la definizione di gruppo nazionalmente indeterminato.
Con questa mossa il gruppo serbo-ortodosso diveniva democraticamente e legalmente maggioranza relativa nella Bosnia-Erzegovina.
I musulmani acconsentirono, essendo per loro inaccettabile soltanto dichiararsi appartenenti alla nazionalità serba.
Un'altra fazione ribelle erano i četnik (plurale serbo: četnici), i realisti serbi. La prima unità armata četnik in Croazia venne formata il 28 giugno (il giorno del Vidovdan, una festa serba).
Con l'aumentare delle atrocità commesse dagli Ustascia, i partigiani gradualmente ricevevano aiuto da un numero sempre maggiore di persone della popolazione civile. Dapprima erano isolate unità di guerriglia formate nelle aree delle atrocità (ecco perché si riteneva che i partigiani fossero un movimento composto soprattutto da serbi).
Alla fine del 1942, le notizie delle atrocità ustascia nel campo di concentramento di Jasenovac si erano diffuse tra la popolazione croata. Noti scrittori come Vladimir Nazor e Ivan Goran Kovačić fuggirono dai territori controllati dagli Ustascia per unirsi ai partigiani, e vennero seguiti da molti altri.
Il 13 luglio 1943 venne proclamata la Croazia Democratica sotto la guida di Andrija Hebrang (padre) nelle aree occupate dalle forze partigiane croate. Nel 1943 i partigiani formarono i nuovi consigli politici: ZAVNOH e ZAVNOBiH (il "Consiglio antifascista di Stato per liberazione popolare" di Croazia e Bosnia ed Erzegovina) che avrebbero funzionato in seguito come governi ad interim. Lo Stato Federale di Croazia (Federalna Država Hrvatska, FDH), sotto la guida di Andrija Hebrang e Vladimir Nazor, venne fondato il 9 maggio 1944 nel corso della terza sessione dello ZAVNOH.
I guerriglieri realisti četnik, che si erano uniti per proteggere i serbi dagli Ustascia, a loro volta commisero atrocità varie contro i croati. Più tardi nella guerra, sia gli Ustascia sia i četnici collaborarono con le Potenze dell'Asse e combatterono insieme contro i partigiani. Inoltre sia gli Ustascia che i cetnici avevano sovente sentimenti razzisti verso ebrei, sinti e rom.
L'esercito ustascia venne sconfitto all'inizio del 1945, ma continuò a combattere fino a poco dopo la resa tedesca il 9 maggio 1945. Vennero presto sopraffatti e lo Stato Indipendente di Croazia cessò di esistere nel maggio 1945, non lontano dalla fine della guerra. L'avanzata delle forze partigiane di Tito, unite all'Armata Rossa sovietica, causò la ritirata di massa degli Ustascia.
Il complesso dei campi di concentramento di Jasenovac è stato il luogo dell'assassinio di centinaia di migliaia di persone (alcuni stimano che questo campo sia stato il terzo più grande della Seconda guerra mondiale. Il numero dei morti viene stimato in circa 400 000 persone, ma tutte le registrazioni scritte vennero distrutte per nascondere i crimini. Alla fine della guerra la popolazione serba dell'NDH era stata ridotta al 14% della popolazione, a causa delle uccisioni o delle conversioni (ma anche parzialmente a causa dell'emigrazione in Voivodina nel 1946-1947), mentre gli ebrei croati vennero praticamente annientati (solo uno su cinquanta sopravvisse alla guerra).
Nel maggio 1945, un grande gruppo composto di anticomunisti, ustascia e civili, si ritirò in fuga dalle forze partigiane, dirigendosi a ovest verso l'Italia e l'Austria. Ante Pavelić si staccò dal gruppo e si diresse prima in Austria ed Italia e poi definitivamente in Argentina. Il resto del gruppo negoziò il passaggio con le forze britanniche sul confine austro-sloveno. Dopo che fu rifiutato al gruppo di passare, (cf. Operazione Keelhaul), si ritiene che i partigiani abbiano ucciso più di 50.000 persone nel massacro di Bleiburg, dal nome del villaggio di Bleiburg, vicino al confine, dove avvenne l'esecuzione di massa. Chi sopravvisse si incamminò in una "marcia della morte" verso la Jugoslavia.
La Repubblica Popolare di Croazia (una repubblica costituiva della Repubblica Popolare Federale di Jugoslavia) cominciò la sua esistenza poco più tardi nello stesso anno.

### Stime sulle vittime
La storiografia post-bellica calcolava un totale di circa 800.000 serbi uccisi dal regime ustascia. Fino ad anni recenti i dati sono stati accettati e, ancora nel 1996, il dr. Bulajić, direttore del "Museo per le vittime del genocidio" a Belgrado, attestava che le vittime del genocidio attuato a Jasenovac, secondo fonti attendibili, non ammonterebbero a meno di 700.000 vite umane.
Studi recenti, sia serbi sia croati, hanno cercato di ridefinire con maggiore obiettività l'entità delle perdite umane avvenute nel territorio jugoslavo durante la seconda guerra mondiale. Questi studi demografici indipendenti, prima quello del demografo e esperto di statistica dell'UNESCO, Bogoljub Kočović, poi quello del demografo delle Nazioni Unite Vladimir Zerjavić, sono giunti a risultati analoghi e concordi.
Zerjavić calcola il numero dei caduti in territorio croato, ovvero nello Stato Indipendente di Croazia governato da Pavelić, e li suddivide per etnie: 322.000 serbi, 255.000 croati e musulmani, 20.000 ebrei e 16.000 zingari. Compresi in questa cifra ci sono le vittime del campo di Jasenovac, dove sarebbero morti 48.000-52.000 serbi, 13.000 ebrei, 12.000 croati e 10.000 zingari. La cifra totale delle vittime sarebbe di circa 80.000, e questo è il dato oggi adottato anche dal Museo dell'Olocausto di Washington e dal Centro Simon Wiesenthal.

## Capi militari dell'esercito ustaša
- Jure Francetić
- Maks Luburić
- Rafael Boban
- Dinko Šakić
- Božidar Kavran
- Ivan Ico Kirin
- Ivica Matković
- Ljubo Miloš
- Ante (Vitez) Moskov
- Juraj Juco Rukavina
- Tomislav (Vitez) Sertić
- Vjekoslav Servetzy
- Slavko (Vitez) Stanzer
- Vjekoslav (Vitez) Vrančić
- Antun Vrban

## Leader politici dell'NDH
- Ante Pavelić
- Slavko Kvaternik
- Mirko Puk
- Andrija Artuković
- Ivan Petrić
- Lovro Šušič
- Mile Budak
- Ivica Frković
- Jozo Dumandžič
- Milovan Zanič
- Osman Kulenović
- Džafer Kulenović